# Carlos Malo
Carlos Malo (Rocha, Uruguay, 23 de diciembre de 1983) es un cantante uruguayo.
Es reconocido como una de las grandes figuras de la música rural uruguaya del siglo XXI.
Ha cantado en numerosos festivales de folklore, como la Noche de los Fogones, y también en publicidad.
En 2023 participó en el programa televisivo MasterChef Celebrity Uruguay.

## Discografía
- Soy de Rocha (2002)
- Sencillito (2004, con Pepe Guerra, Eduardo Larbanois, Cacho Labandera y Popo Romano)[5]
- Pa levantar tierrita (2006)
- Trote polkero (2009, con Jorge Nasser)
- Marca registrada (2011, con Miguel Ángel Palomeque y José Carlos Aliano)
- Atípico (2020)
- De pura cepa (2022)

## Reconocimientos
- 2010: Charrúa de Oro, Festival Nacional de Folclore de Durazno[5]
- 2014: Disco de Oro